# Igor Vovkovinskiy
Igor Vovkovinskiy (en ucraniano: Ігор Вовковинський; Bar, Óblast de Vínnitsa, RSS de Ucrania, Unión Soviética; 18 de septiembre de 1982-Rochester, Minnesota, Estados Unidos; 20 de agosto de 2021) fue un actor ucraniano-estadounidense, conocido por ser la persona más alta residente en los Estados Unidos, con 234,5 cm de altura, superando el récord de George Bell.

## Biografía

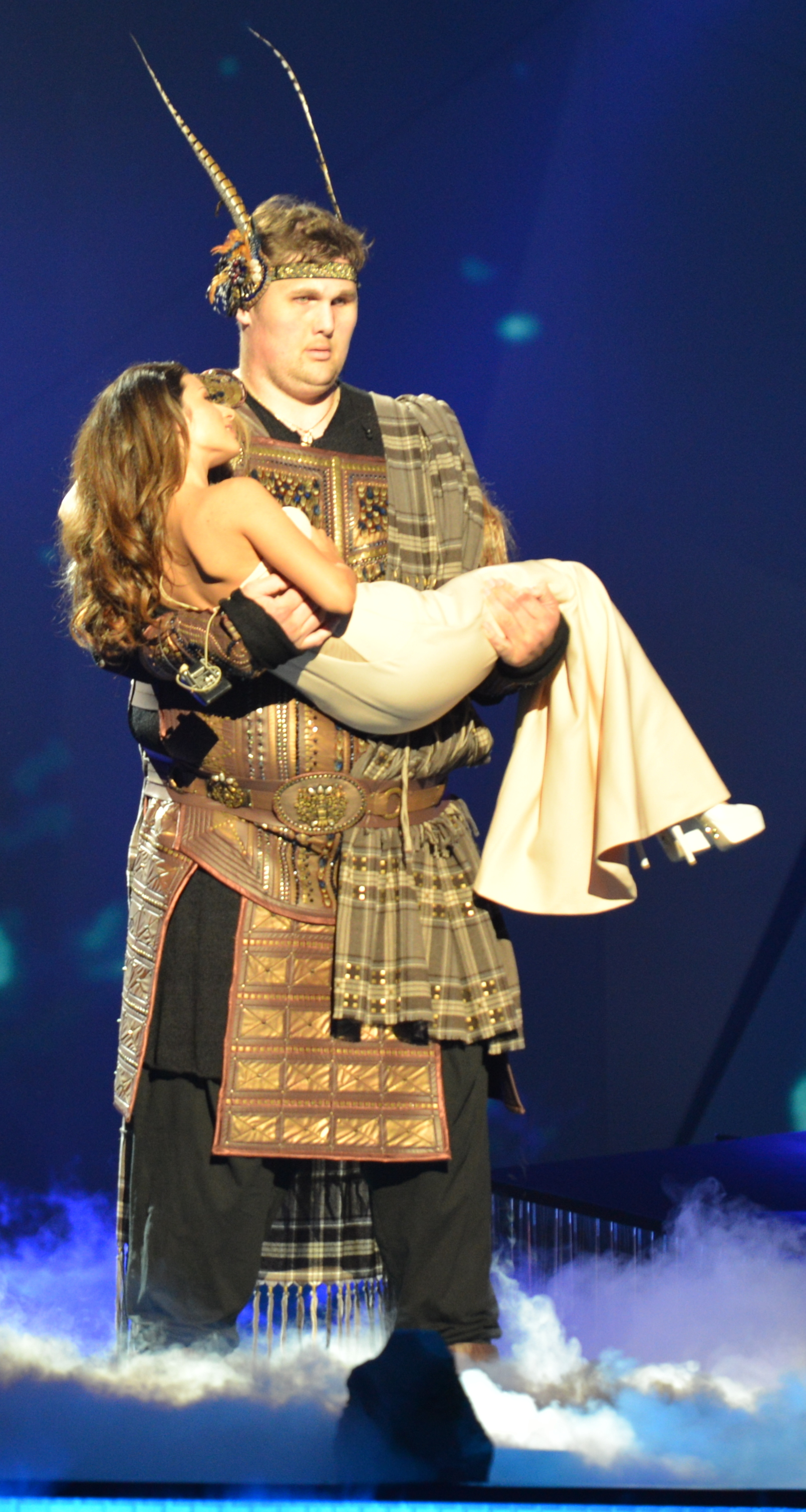
Igor Vovkovinskiy en el Festival de la Canción de Eurovisión 2013

Originario de Ucrania, a los siete años de edad se trasladó con su madre y hermano a Rochester (Minesota) para ser tratado en la Clínica Mayo. Para ese entonces, Igor tenía una estatura de 182 centímetros y pesaba 90 kilogramos. Su altura fue atribuida a un tumor en su glándula pituitaria, haciendo que su cuerpo produjera cantidades excesivas de la hormona del crecimiento.
Actuó en anuncios y películas, siendo notable por su aparición en la película de comedia Hall Pass (2011). También se hizo famoso por llevar una camiseta con la frase World's Biggest Obama Supporter (‘el mayor seguidor de Obama del mundo’). También fue la primera persona más alta en serlo en dos países.
Colaboró en el Festival de la Canción de Eurovisión 2013 celebrado en Malmö, llevando en brazos a la representante de Ucrania, Zlata Ognevich.

### Fallecimiento
En 2019 publicó en su canal de YouTube que estaba recibiendo tratamiento por una afección cardíaca. Igor Vovkovinskiy murió el 20 de agosto de 2021, víctima de afección cardiovascular a la edad de treinta y ocho años.

## Filmografía
- 2007 Inside Extraordinary Humans: The Science of Gigantism (documental para TV).
- 2010 The Dr. Oz Show (serie de TV).
- 2011 Hall Pass, comedia con Owen Wilson y Jason Sudeikis.